# 除环
除环（英語：Division ring），又譯非可换体、反對稱體（skew field），是一类特殊的环，在环内除法运算有效。需要特别注意的是，此环内必有非0元素，且环内所有的非0量都有对应的倒数。除环不一定是交换环，比如四元数环。
换种说法，一个环是除环当且仅当其可逆元群包含了环中所有的非零元素。
交换的除环就是域，因此我们只需研究非交换的除环。除四元数环外，如果把四元数环中的系数由实数改为有理数，则仍构成一个除环。更一般地，若{\displaystyle R}是一个环，{\displaystyle S}是{\displaystyle R}上的一个不可约模，则{\displaystyle S}的自同态环是一个除环。